# Мессе Берлин

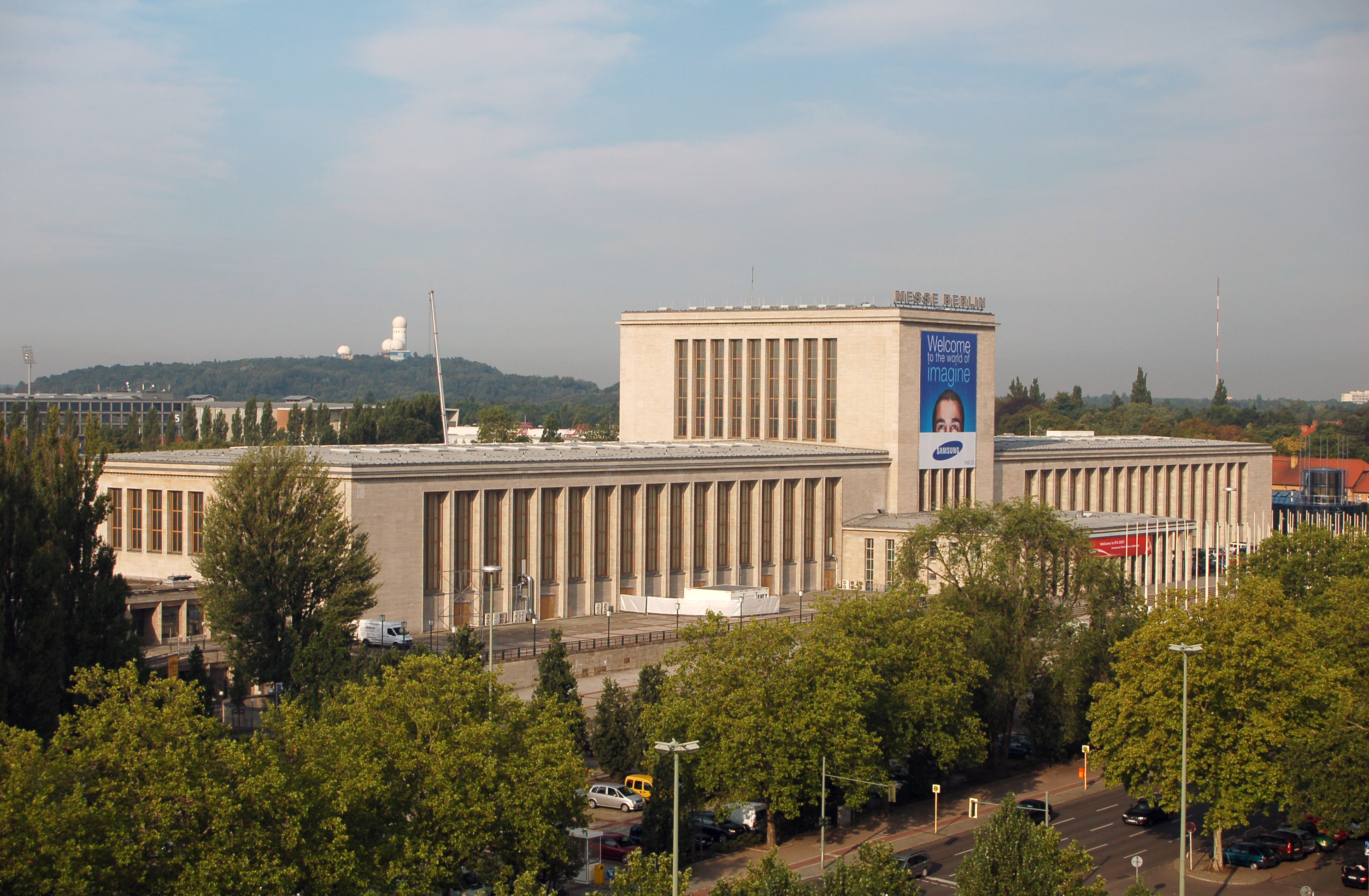
Северный вход в выставочный комплекс
со стороны Мазуреналлее

Мессе Берлин (нем. Messegelände Berlin) — крупный выставочный комплекс, оператором которого является Messe Berlin GmbH, расположен в столичном административном округе Шарлоттенбург-Вильмерсдорф.
Помимо устоявшегося названия «Мессе Берлин», с недавних пор параллельно используется новый вариант наименования этого выставочного комплекса — «Берлинский экспоцентр» (англ. Berlin ExpoCenter City).

## История
|                          |  |                               |  |
| Дом радиоиндустрии, 1924 |  | Международный автосалон, 1928 |  |

Строительство первого павильона для автомобильной выставки началось в 1910-е годы на территории Центрального автовокзала «ZOB», к северу от современного выставочного центра «Мессе Берлин». Завершилось это строительство в 1914 году, однако из-за Первой мировой войны открылся этот автосалон только в сентябре 1921 года, накануне первых автогонок по близлежащей трассе АФУС.
Второй выставочный павильон для Дома радиоиндустрии был построен тоже на территории автовокзала «ZOB» в 1924 году по проекту архитектора Генриха Штраумера (нем. Heinrich Straumer), автора проекта радиобашни — стального сооружения, сходного по стилю с парижской Эйфелевой башней. Открытие радиобашни в 1926 году было приурочено к третьей большой немецкой радиовыставке.
От пожара 1935 года сильно пострадали как Дом радиоиндустрии, так и радиобашня. Во время Второй мировой войны были разбомблены оба первых выставочных павильона на территории автовокзала (ZOB).

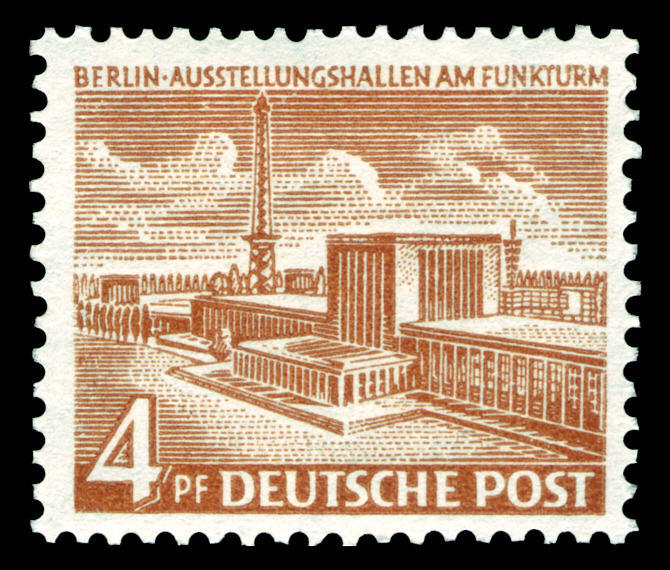
Почтовая марка 1954 года из серии «Здания Берлина»

Разработанная архитектором Рихардом Эрмишем структурная основа современного выставочного центра была создана в 1937 году и сохранилась до наших дней — вдоль Месседам (нем. Messedamm), Хаммаршёльдплац (нем. Hammarskjöldplatz) и Мазуреналлее (нем. Masurenallee) с примечательным павильоном, где находится северный вход в выставочный центр.
К проведению Международной ярмарки бытовой электроники «IFA» 2003 года открылось новое полукруглое здание южного входа в выставочный комплекс.

## Современное состояние

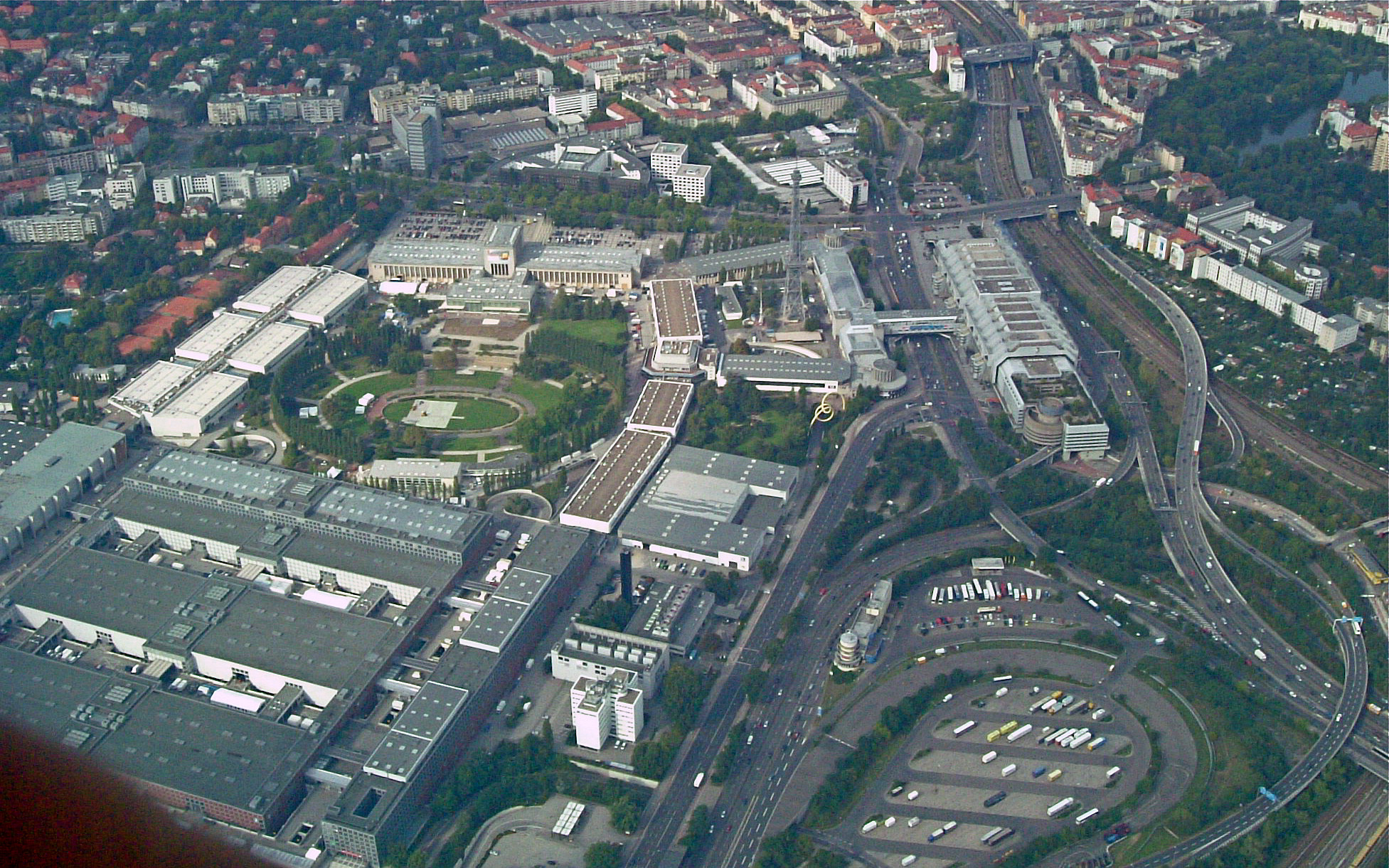
Выставочный комплекс и Берлинский международный конгресс-центр. Аэрофотосъёмка

Мессе Берлин — главный вход в выставочный комплекс

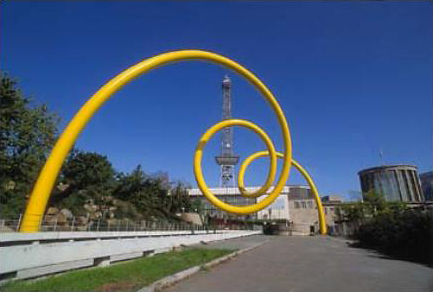
«Петля» (Looping), 1992 год. Скульптура Урсулы Закс (Ursula Sax) возле АФУС

В выставочном комплексе проводится более 120 разных мероприятий в год и посещает их около 2 миллионов человек.
«Мессе Берлин» включает в себя 26 выставочных залов площадью приблизительно 160 000 м². Помимо этого, в состав комплекса входят 100 000 м² открытых выставочных площадей, а также центр обслуживания экспонентов, различные гастрономические заведения, конференц-залы и офисы. Общая площадь комплекса составляет около 550 000 м².
Выставочный центр имеет несколько входов на свою территорию, из них четыре главных — северный, восточный, южный и западный, что позволяют эффективно направлять поток посетителей.
Из разных павильонов легко попасть в летний сад (нем. Sommergarten) — озелененное открытое пространство площадью 10 000 м² в центре выставочного комплекса.
Здания, построенные в 1930-е и 1950-е годы, находятся под охраной государства как исторические памятники архитектуры Берлина.
Международный конгресс-центр (ICC), соединённый специальным переходом с выставочным комплексом, предоставляет свои залы для официальных церемоний открытия международных выставок, для различных пресс-конференций, круглых столов и т. п.
«Мессе Берлин» имеет свои представительства в 85 странах мира на пяти континентах, что позволяет участникам выставки при необходимости легко связаться с сотрудниками у себя на родине.
Ежегодно события, которые происходят в центре «Мессе Берлин», освещают в своих репортажах более 28 тысяч журналистов из разных стран мира.
Расширение числа стран-участниц разных мероприятий потребовало новых выставочных площадей. В 2011 году на территории, прилегающей к аэропорту Берлин-Бранденбург, началось строительство Берлинского экспоцентра «Аэропорт».

## Мероприятия

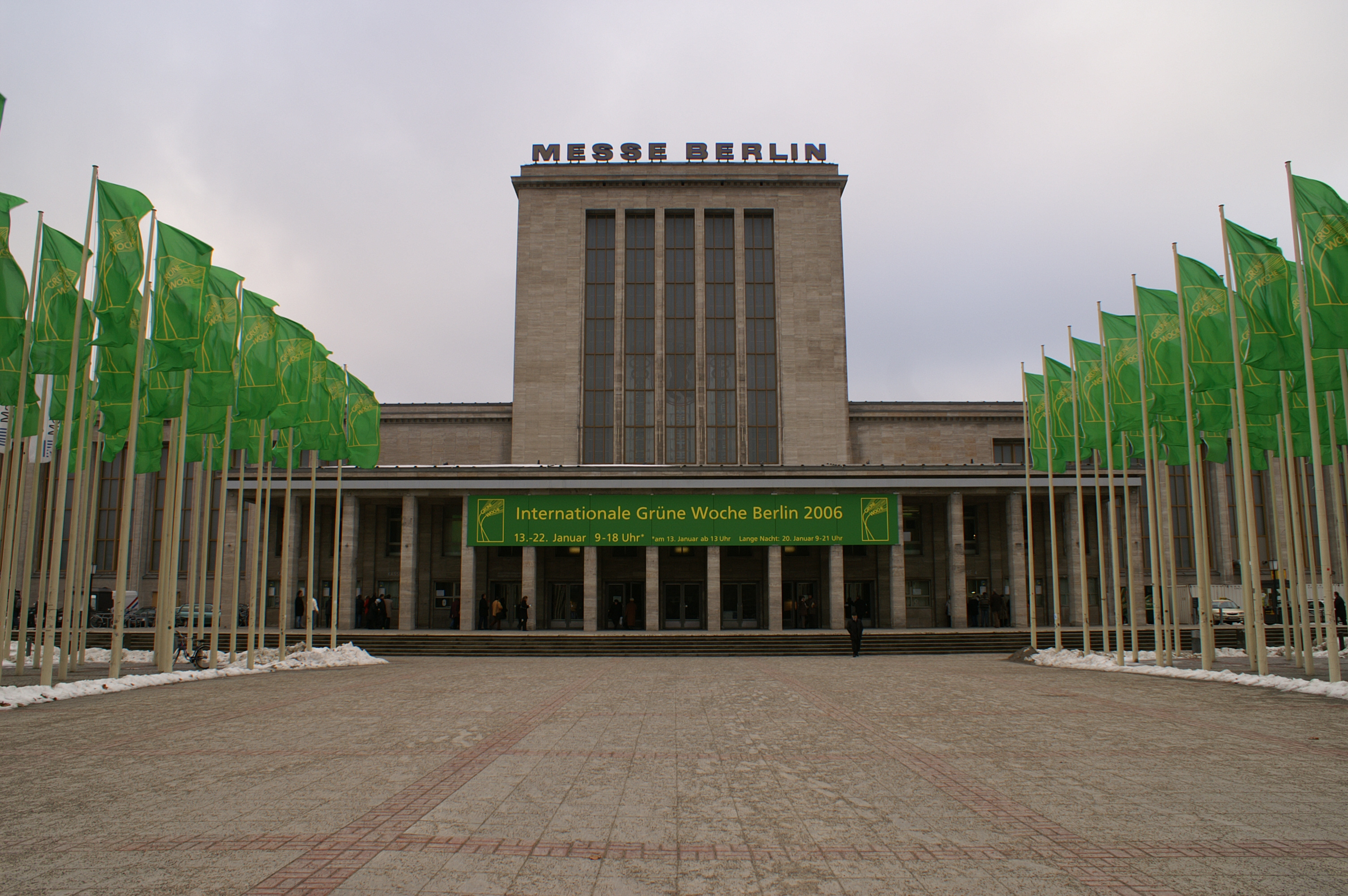
Международная зелёная неделя. Северный вход

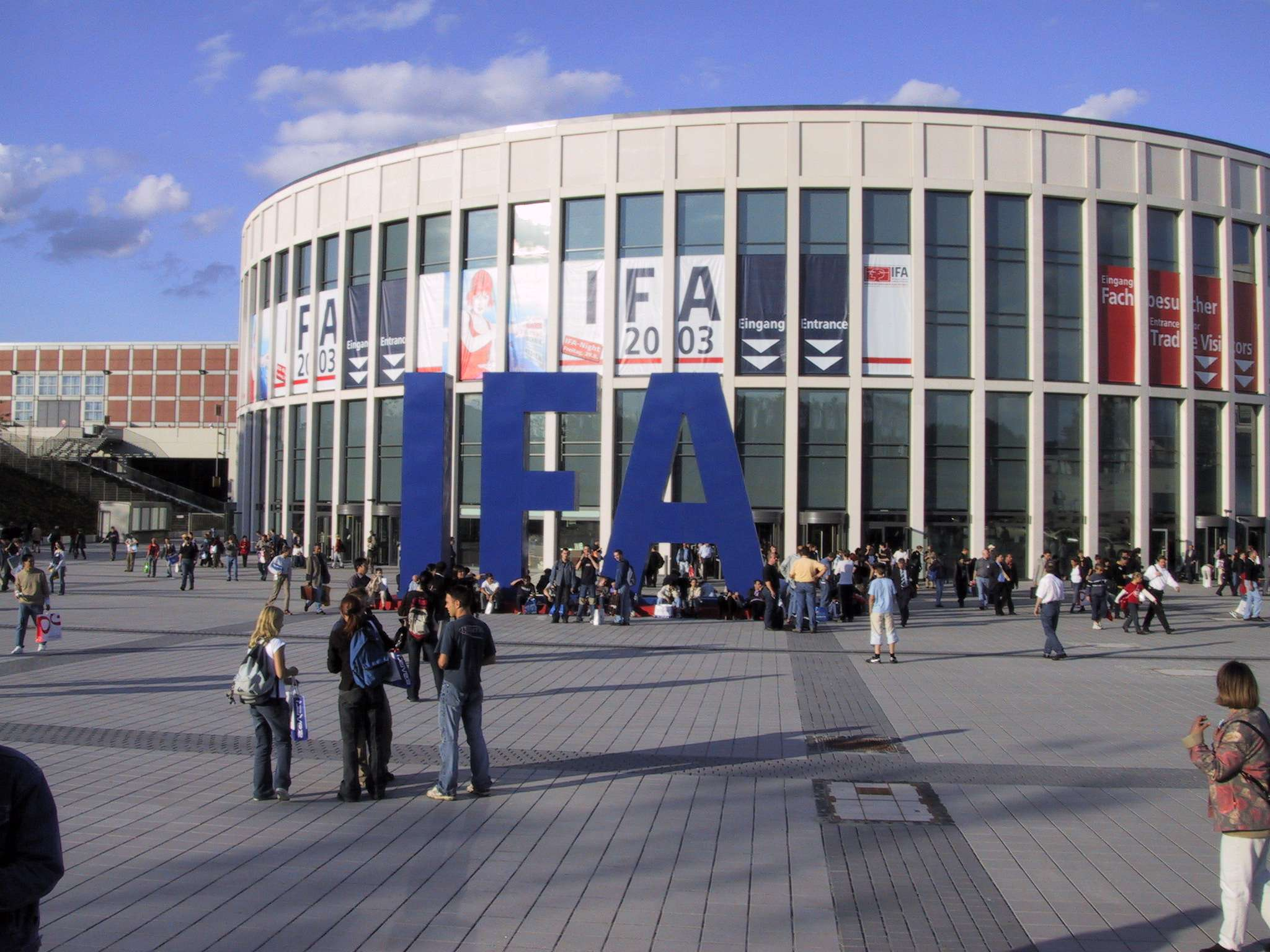
Международная ярмарка IFA Берлин. Южный вход

К важнейшим мероприятиям в комплексе «Мессе Берлин» относятся выставки международного уровня
- Международная зелёная неделя в Берлине
- Международная туристская биржа «ITB Berlin»
- Международная ярмарка бытовой электроники (нем. Internationale Funkausstellung «IFA»)
- Молодёжная ярмарка (нем. Jugendmesse «YOU»)
- Ярмарка транспортной техники и транспортных систем (нем. Messe für Verkehrstechnik und Fahrzeugsysteme «InnoTrans»)
- Международная специализированная строительная выставка bautec (нем. Internationale Fachmesse für Bauen und Gebäudetechnik)[13]
- Выставка современного искусства (нем. JArt Forum Berlin)
- Международная ярмарка плодоовощной торговли (нем. Internationale Messe für Frucht- und Gemüsehandel «Fruit Logistica»)

## Транспортное сообщение
Напротив северного входа в выставочный комплекс, на противоположной стороне Мазуреналлее находится Центральный автовокзал «ZOB» для автобусов дальнего следования и пригородных маршрутов. Поблизости от «Мессе Берлин» проходят линии Берлинской городской электрички «S-Bahn», Берлинского метрополитена «U-Bahn» и городских автобусных маршрутов.
Для персонального автотранспорта выставочный комплекс предоставляет 12 000 мест индивидуальной парковки. Участники масштабных выставок и ярмарок дополнительно могут пользоваться также парковками Олимпийского стадиона, откуда к выставочному центру ходят специальные автобусы-челноки. Удобное прямое транспортное сообщение предусмотрено между «Мессе Берлин» и экспоцентром «Аэропорт», а также новым аэропортом, сроки открытия которого несколько раз менялись.